# Lysestage
En lysestage er en anordning til et levende lys. Mange er smukt udført i ædle metaller.